# Dhamanagar
Dhamanagar is een stad en “notified area” in het district Bhadrak van de Indiase staat Odisha. 

## Demografie
Volgens de Indiase volkstelling van 2001 wonen er 18.555 mensen in Dhamanagar, waarvan 51% mannelijk en 49% vrouwelijk is. De plaats heeft een alfabetiseringsgraad van 52%. 